# Johannes Hartmann
Johannes Hartmann (Amberg, 1568 – Marburgo, dicembre 1631) è stato un chimico tedesco.
Figlio di un tessitore, frequentò le università di Altdorf, Wittenberg e Jena, studiando scienze naturali e matematica. Nel 1592 divenne professore di matematica presso l'Università di Marburgo, dove ricevette anche un dottorato in medicina. 
Nel 1607 fu nominato rettore dell'Università di Marburgo, che nel 1609 gli assegnò la prima cattedra di chimica del mondo. Dai primi sei studenti si passò nel 1616 a 28, provenienti, oltre che dalla Germania, da altri paesi europei, tra cui Svizzera, Francia, Inghilterra, Danimarca e Polonia. Nel 1621 Hartmann lasciò l'insegnamento per diventare medico personale di Moritz von Hessen, all'epoca il principale finanziatore dell'università. 
Si occupò principalmente di ricerche riguardanti lo sviluppo di prodotti farmaceutici.
Nel 2009 l'Università di Marburgo ha ricordato Johannes Hartmann celebrando il 400º anniversario dell'istituzione della prima cattedra universitaria di chimica.